# دره‌یولو (گوله)
دره‌یولو (به ترکی استانبولی: Dereyolu) یک منطقهٔ مسکونی در ترکیه است که در گوله (شهر) واقع شده‌است.